# Dreiherrenstein Meisenbach
Koordinaten: 50° 42′ 42,42″ N, 7° 26′ 20,52″ O

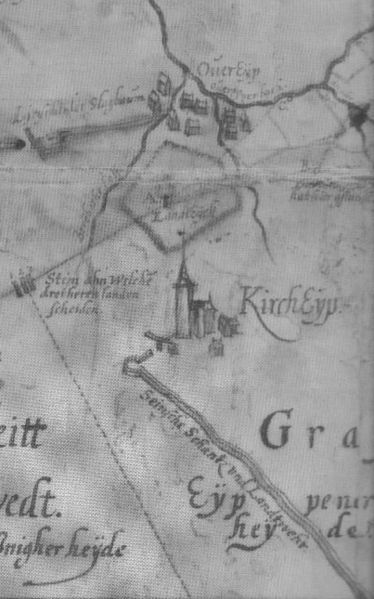
Karte Jordan van der Waye 1607 mit dem Dreiherrenstein

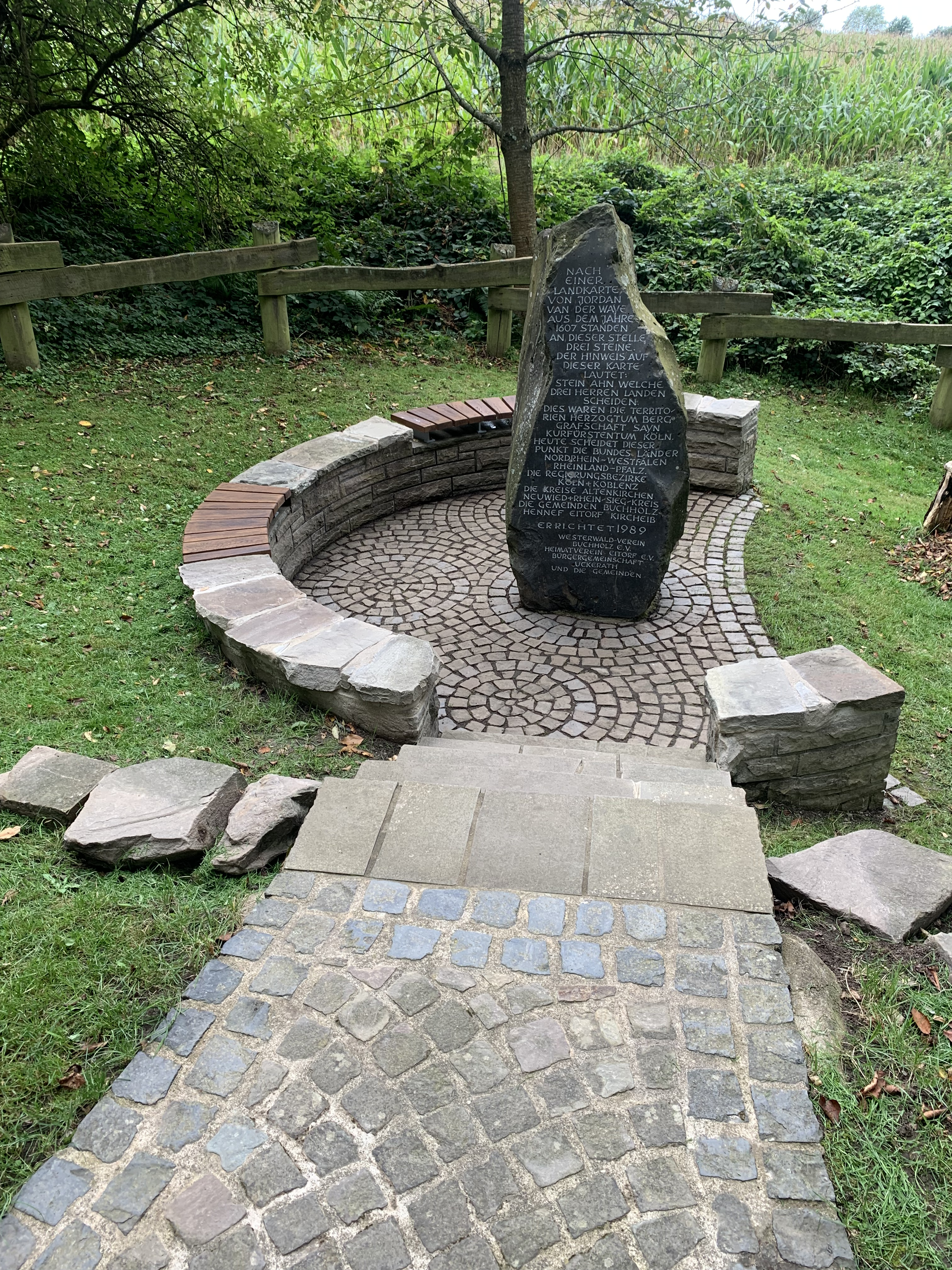
Denkmal Dreiherrenstein Meisenbach auf

Bei Meisenbach stand früher der Dreiherrenstein als Grenzmarke zwischen dem Herzogtum Berg, der Grafschaft Sayn und dem Kurfürstentum Köln. Ein Denkmal erinnert an den inzwischen zerstörten Grenzstein.

## Geschichte
Die Hohe Straße, auch Frankfurter Straße, von Köln nach Frankfurt am Main war eine historische Handelsstraße. Heute ist sie Teil der Bundesstraße 8 von Elten nach Passau und damit Teil des Europa querenden Handelsweges von Antwerpen nach Konstantinopel.
Die Kontrolle über Handelswege lag im Interesse der anliegenden Landesherrschaften, da dort Abgaben und Zölle erhoben werden konnten.
Im 14. Jahrhundert entwickelten sich das Herzogtum Berg, die Grafschaft Sayn und das Kurfürstentum Köln zu konkurrierenden Anliegern der Frankfurter Straße, insbesondere im Gebiet Uckerath bis Kircheib. Es wurden Zollvereinbarungen abgeschlossen, Zollstellen eingerichtet und Landwehren als Sicherungsanlagen angelegt. Die Landesherren waren bemüht, die ungenauen Grenzverläufe zu ihren Gunsten zu ändern.
Vermutlich um 1600 wurden in der markanten Quellmulde des Krabaches auf der Asbacher Hochfläche nahe Meisenbach drei Grenzsteine eingelassen, um das Zusammentreffen der drei Territorien festzulegen. Die Karte von Jordan van der Wayen von 1607 vermerkt: Stein ahn welche / drei herren landen / scheiden. Seitdem markieren die Drei Steine den umstrittenen Grenzpunkt der Territorien Herzogtum Berg, Grafschaft Sayn und Kurfürstentum Köln.
Die Grenzstreitigkeiten gingen jedoch weiter. Das Kurfürstentum Köln weitete im 18. Jahrhundert seine wirtschaftlichen Interessen aus, befestigte im strittigen Grenzbereich einen Teil der Straße als Steinweg und erhob expansiv Wegzoll. Vermutlich wurden dabei die drei Grenzsteine zerstört. Das Herzogtum Berg hielt sich zurück und ersetzte 1766 die zerstörten Steine durch den Drei-Herren-Stein.
Nach den Napoleonischen Kriegen kam durch den Wiener Kongress 1815 das gesamte Gebiet als Rheinprovinz zu Preußen. Es gab hier keine Ländergrenzen mehr. In den Jahren 1825/26 wurde das Katasterwesen eingeführt und die Flurgrenzen im Wesentlichen nach den kurkölnischen Vorstellungen festgelegt. Dabei wurde Drei-Herren-Stein durch einen gewöhnlichen Grenzstein ersetzt.
Nach dem Zweiten Weltkrieg erfolgte ab 1945 die staatliche Neugliederung. Der Ort des ehemaligen Drei-Herren-Steines gewann wieder Bedeutung. Die Kreise Altenkirchen und Neuwied im Regierungsbezirk Koblenz gehörten zur französischen Besatzungszone. Der Rhein-Sieg-Kreis im Regierungsbezirk Köln gehörte zur britischen Zone. Die britisch-französische Zonengrenze wurde 1946 mit Gründung der Länder Nordrhein-Westfalen und Rheinland-Pfalz deren Ländergrenze.

## Denkmal
Zur Erinnerung an den markanten Grenzpunkt Drei-Herren-Stein, an dem im Mittelalter drei Territorien aneinanderstießen und heute die Grenzen von zwei Bundesländern, zwei Regierungsbezirken, drei Landkreisen und vier Gemeinden zusammentreffen, wurde vom Westerwald-Verein Buchholz e. V. 1989 ein Denkmal errichtet; es steht auf der Höhe von 263,7 m ü. NN. Für den Aufstellungsort des Basaltfindlings am historischen Platz wurde ein Flurstück vom Besitzer abgetreten. Die Inschrift lautet:
Nach / einer / Landkarte / von Jordan / van der Waye / aus dem Jahre 1607 / standen / an dieser Stelle / drei Steine. / Der Hinweis auf / dieser Karte / lautet: / Stein ahn welche / drei herren landen / scheiden: / Dies waren die Territo- / rien Herzogtum Berg / Grafschaft Sayn / Kurfürstentum Köln: / Heute scheidet dieser / Punkt die Bundes Länder / Nordrhein-Westfalen / Rheinland-Pfalz / die Regierungsbezirke / Köln+Koblenz / die Kreise Altenkirchen / Neuwied+Rhein-Sieg-Kreis / die Gemeinden Buchholz / Hennef Eitorf Kircheib / errichtet 1989 / Westerwald-Verein / Buchholz e.V. / Heimatverein Eitorf e.V. / Bürgergemeinschaft / Uckerath / und die Gemeinden
Aktuelle Karten zeigen die genauen Grenzverläufe. Nördlich der Ländergrenze liegen das Land Nordrhein-Westfalen, der Regierungsbezirk Köln und der Rhein-Sieg-Kreis. Nordwestlich liegt die Stadt Hennef und nordöstlich die Gemeinde Eitorf. Südlich der Ländergrenze liegen das Land Rheinland-Pfalz und der Regierungsbezirk Koblenz. Südwestlich liegen der Landkreis Neuwied und die Gemeinde Buchholz. Südöstlich liegen der Landkreis Altenkirchen und die Gemeinde Kircheib.